# ایرن ژاکوب
ایرِن ژاکوب (به فرانسوی: Irène Jacob) (زاده ۱۵ ژوئیهٔ ۱۹۶۶) از هنرپیشگان سوئیسی متولد فرانسه است که از سرآمدترین بازیگران فرانسوی عصر خود شناخته می‌شود. وی با ایفای نقش در آثار کارگردان لهستانی، کریستوف کیشلوفسکی، شامل نقش اصلی در زندگی دوگانهٔ ورونیک و سه رنگ: قرمز به شهرت بین‌المللی رسید. او با «سبک بازیگری زیبای کلاسیک، متفکرانه، و تقریباً مالیخولیایی»، تصویری از پیچیدگی اروپا را به تصویر کشید.

## زندگی شخصی
ایرن ژاکوب در شهر سورزن در ناحیهٔ ایل-دو-فرانس زاده شد. او کوچکترین فرزند خانواده است و سه برادر بزرگتر دارد. پدرش موریس ژاکوب، فیزیکدان و مادرش روانشناس بود. برادرش فرانسیس موسیقی دان و دو برادر دیگرش دانشمند هستند. در سال ۱۹۶۹ ایرن با خانواده‌اش به ژنو پایتخت سوئیس مهاجرت کردند و او در آنجا به هنر علاقه‌مند شد.
خانوادهٔ من به شدت خجالتی بودند و هرگز دربارهٔ احساسات‌شان چیزی نمی‌گفتند، البته ما کمی بهتر شدیم. من فکر می‌کنم بخشی از علاقهٔ من به تئاتر به این دلیل بود که می‌خواستم به داستان‌ها نزدیک شوم. زیرا داستان‌ها می‌توانستند به من کمک کنند تا احساساتم را برای خانواده‌ام بازگو کنم.
ژاکوب پس از دیدن فیلم‌های چارلی چاپلین علاقه‌اش به اجرا و بازیگری بیشتر شد. «آنها قلب مرا تسخیر کردند»، «آنها مرا می‌خنداندند و می‌گریاندند، و این دقیقاً همان چیزی بود که من از یک فیلم انتظار داشتم: بیدار شدن احساساتم»
او به زبان‌های فرانسوی، انگلیسی، آلمانی و ایتالیایی مسلط است.
او در فیلم ابدیت نیز بازی کرده است.

## جوایز و افتخارات
- برنده بهترین بازیگر زن، جشنوارهٔ فیلم کن، ۱۹۹۱ زندگی دوگانه ورونیک
- کاندیدای دریافت بفتای بهترین بازیگر نقش اول زن برای فیلم سه‌رنگ: قرمز در سال ۱۹۹۴